# Boerenkool (gerecht)
Boerenkool of boerenkoolstamppot is een stamppotgerecht met als basis de groente boerenkool. Als vlees wordt er dan gekookte rookworst (als gerecht: boerenkool met worst) of spek aan toegevoegd. Het gerecht wordt in verschillende varianten gegeten in Nederland, delen van Noord-Duitsland en delen van Scandinavië.
Van boerenkool wordt vaak gezegd dat de smaak pas echt goed is als er op het veld "een nacht vorst overheen is gegaan", omdat de koude ervoor zorgt dat de plant extra suikers aanmaakt. De oogst begint dan ook vaak pas na de eerste nachtvorst. De kool kan indien gewenst de hele winter op het veld blijven staan. Traditioneel is boerenkool groen van kleur. In de 21e eeuw kwam er ook auberginekleurige boerenkool in de handel. Tegenwoordig worden nieuwere rassen gebruikt die vanaf september, zonder vorst, geoogst kunnen worden.
Men kan het boerenkoolblad zelf snijden, maar dit is tijdrovend. Veel boerenkool wordt daarom voorgesneden in plastic zakken verkocht. Voor de traditionele Gelderse bereiding wordt echter gestroopte boerenkool gebruikt. Deze wordt voorgekookt en na een nacht uitlekken gesneden en gehakt en voor een tweede keer samen met de aardappels gekookt. Boerenkoolstamppot wordt traditioneel gegeten met een kuiltje jus, worst (braadworst, draadjesvlees of rookworst), mosterd en gebakken spekjes. 'Zure' toevoegingen als zilveruitjes, Amsterdamse uitjes, augurk, rolmops, Piccalilly en/of azijn worden ook gebruikt.

## Benaming
Regionaal wordt het gerecht ook wel mous genoemd of een variant daarop.
Boerenkoolstamppot wordt in Groningen stamppot mous genoemd, kortweg in de spraak mous, want het werd nooit als pure groente gegeten. In Groningen was het gebruik om mous in te maken in een keulse pot met veel zout. In Twente, de Achterhoek en het aanliggende Münsterland wordt het gerecht moos genoemd, in Limburg boeremoos en in Friesland en sommige delen van Noord-Brabant (boere)moes. In Putten wordt onderscheid gemaakt tussen gelle kool (zomerboerenkool) en moesmuis (stamppot boerenkool).

## In Duitsland

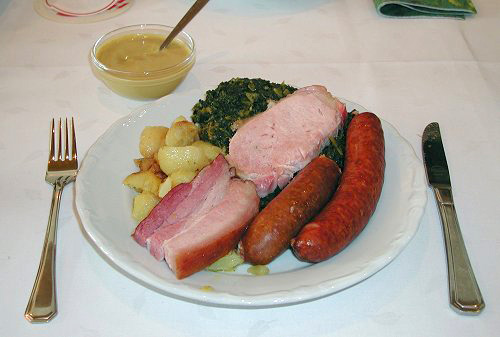
Boerenkool volgens de Duitse bereiding met gekookte aardappelen, worst, spek en casselerrib

In Noord-Duitsland staat het gerecht bekend als Grünkohl (Plattdeutsch). De bereiding is anders dan in Nederland. De boerenkool wordt niet gesneden en er wordt geen stamppot van gemaakt maar samen met gekookte aardappelen gegeten. Vaak wordt naast gekookte worst ook gerookt varkensvlees, speklap of casselerrib bij de kool geserveerd.
Grünkohlessen is een gebruik in Noord-Duitsland dat in de herfst plaatsvindt nadat de eerste boerenkool geoogst is. Men maakt dan met het dorp een wandeling door de natuur waarbij onderweg spelen worden georganiseerd, vaak vergezeld met drank. De wandeling eindigt in een restaurant waar met de groep de eerste boerenkool gegeten wordt.